# Cuộc đảo chính Xô viết năm 1991
Trong Cuộc đảo chính Xô viết năm 1991, cũng được gọi là Cuộc Nổi dậy tháng 8 hay Cuộc đảo chính tháng 8, các nhà lãnh đạo Cộng sản của chính phủ Xô viết đã tiến hành đảo chính lật đổ Tổng thống Liên Xô Mikhail Gorbachev và tìm cách nắm quyền kiểm soát đất nước, nhưng thất bại. Các lãnh đạo đảo chính là những người phản đối chương trình cải tổ của Gorbachev và hiệp ước liên bang mới đã được ông đàm phán trao quá nhiều quyền lực của chính phủ trung ương vào tay các nước cộng hoà, dẫn tới việc Nhà nước Liên Xô bị tan rã. Họ bị phản đối, phần lớn ở Moskva, bởi một cuộc vận động ngắn nhưng hiệu quả của Boris Yeltsin (Tổng thống Cộng hòa Xô viết Nga) và các nhóm đấu tranh dân sự. Vụ đảo chính chấm dứt chỉ sau ba ngày, Gorbachev lại quay về nắm quyền lực nhưng sớm từ chức, và Boris Yeltsin đã chính thức đoạt quyền Nhà nước Liên Xô bằng việc ra lệnh cấm Đảng Cộng sản Liên Xô hoạt động. Sự kiện này đã tiêu diệt những hy vọng của vị lãnh đạo Xô viết về việc duy trì nhà nước Liên Xô ít nhất ở hình thức phân quyền.

## Bối cảnh
Từ khi nắm quyền lực năm 1985, Gorbachev đã lao vào một chương trình cải cách đầy tham vọng, thể hiện ở hai khái niệm perestroika và glasnost, có nghĩa tái cơ cấu kinh tế/chính trị và mở cửa. Những hành động này gây ra sự phản kháng nghi ngờ từ phía những thành viên cứng rắn trong hệ thống Đảng Cộng sản. Những cuộc cải cách cũng tạo điều kiện cho một số lực lượng và phong trào mà Gorbachev không hề ngờ tới xuất hiện. Đặc biệt là sự kích động và phát triển của chủ nghĩa quốc gia từ phía những sắc tộc không Nga bên trong Liên bang Xô viết, làm nảy sinh những lo ngại về việc một số hay toàn bộ các nước cộng hoà sẽ tiến hành ly khai. Trong năm 1991, Liên Xô ở trong một tình trạng kinh tế khó khăn trầm trọng và một cuộc khủng hoảng chính trị. Có một sự thiếu hụt hầu như với mọi hàng hóa, và mọi người phải đứng xếp hàng thật dài để mua những sản phẩm cần thiết nhất.
Estonia, Latvia, Litva, và Gruzia đã đổi tên nước hoặc chính thức tuyên bố độc lập từ Liên Xô. Vào tháng giêng 1991, đã có một biến cố gọi là thảm sát Vilnius, dùng bạo lực đưa Litva trở lại Liên bang Xô viết. Vào khoảng 1 tuần sau đó, ở Latvia cũng có một biến cố tương tự bởi lực lượng thân Xô viết địa phương dùng vũ lực định lật đổ chính quyền Latvia. Ngoài ra còn có những cuộc xung đột liên tục về quân sự ở Nagorno Karabakh và Nam Ossetia.
Liên bang Nga tuyên bố chủ quyền vào ngày 12 tháng 6 năm 1990 và sau đó giới hạn áp dụng luật Xô viết, đặc biệt các luật lệ liên hệ tới tài chính và kinh tế, trên lãnh thổ Nga.
Cuộc trưng cầu dân ý trên toàn Liên bang ngày 17 tháng 3 năm 1991 bị các nước Cộng hòa vùng Baltic và các nước cộng hòa Armenia, Gruzia, và Moldova tẩy chay, đa số công dân của tất cả các nước cộng hòa khác trong Liên bang đều thể hiện mong muốn gìn giữ Liên bang Xô viết. Sau nhiều cuộc đàm phán, tám trong số chín nước cộng hoà (ngoại trừ Ukraina) đã thông qua Hiệp ước Liên bang mới với một số điều kiện. Hiệp ước sẽ biến Liên bang Xô viết thành một liên bang của những nước cộng hòa độc lập với một vị tổng thống, chính sách đối ngoại và quân đội chung. Liên bang Nga, Kazakhstan, và Uzbekistan dự định sẽ ký kết hiệp ước tại Moskva ngày 20 tháng 8 năm 1991.

## Cuộc đảo chính tháng 8
Ngày 19 tháng 8 năm 1991, một ngày trước khi Gorbachev và một nhóm các nhà lãnh đạo các nước cộng hòa dự định ký kết hiệp ước liên bang mới, một nhóm tự gọi mình là Ủy ban Khẩn cấp Nhà nước (Государственный Комитет по Чрезвычайному Положению, ГКЧП) toan tính nắm quyền lực tại Moskva. Nhóm này ra thông báo Gorbachev bị bệnh và đã không còn nắm giữ chức vụ chủ tịch nhà nước. Khi vụ đảo chính nổ ra Gorbachev đang đi nghỉ tại Krym, và ở tại đó trong suốt thời gian cuộc đảo chính. Phó chủ tịch Liên bang Xô viết Gennady Yanayev được chỉ định làm Chủ tịch tạm quyền. Tám thành viên của Ủy ban gồm chủ tịch KGB Vladimir Kryuchkov, Bộ trưởng Nội vụ Boris Pugo, Bộ trưởng Quốc phòng Dmitriy Yazov, và Thủ tướng Valentin Pavlov, tất cả họ đều lên nắm quyền lực dưới thời Gorbachev.
Phó Tổng thống Gennady Yanayev cùng các lãnh đạo khác của cuộc đảo chính ngay lập tức lên đài truyền hình và radio đưa ra một tuyên bố buộc tội rất đanh thép chính quyền trước đó, nhưng dáng điệu yếu ớt và giọng điệu run rẩy của ông trong bài phát biểu ngay lập tức khiến mọi người có cảm giác ông không phải là người có thể mang lại trật tự xã hội, điều nhiều người đã nỗ lực tìm kiếm nhưng không hề thành công. Nhiều cuộc biểu tình lớn của quần chúng phản đối các lãnh đạo đảo chính ngay lập tức diễn ra tại Moscow và Leningrad; làm chia rẽ những lực lượng an ninh và quốc phòng trung thành khiến họ không thể được huy động một cách có hiệu quả để đàn áp sự đối kháng.
Tổng thống Cộng hòa Xã hội chủ nghĩa Xô viết Liên bang Nga lúc đó là Boris Yeltsin dẫn lực lượng phản đối từ trụ sở quốc hội Nga, được gọi là Nhà Trắng. Sau tuyên bố của Yanayev, Yeltsin phản đối mãnh liệt cuộc đảo chính. Tại một điểm của cuộc biểu tình, ông đứng trên nóc xe tăng cầm loa kết tội ГКЧП. Màn trình diễn mạnh mẽ của Yeltsin đã tạo ra một hình ảnh tương phản mạnh với sự xuất hiện yếu ớt của Yanayev. Hình ảnh này được truyền đi rộng rãi qua hệ thống phát thanh truyền hình trên toàn thế giới, trở thành một trong những hình ảnh sống mãi của cuộc đảo chính và củng cố mạnh mẽ vị trí của Yeltsin. Một kế hoạch tấn công vào tòa nhà trụ sở quốc hội của nhóm Alpha, một trong số các lực lượng đặc nhiệm của KGB, bị hủy bỏ khi toàn bộ lính nhất trí từ chối tuân lệnh. Một đơn vị xe tăng rời bỏ hàng ngũ của chính phủ, đến bảo vệ quanh tòa nhà quốc hội, chĩa tháp pháo ra ngoài.
Người dân Moscow đã tập trung gần Tòa nhà Quốc hội Liên bang Nga để bày tỏ sự ủng hộ cho Yeltsin và Gorbachev, họ cùng nhau xây các chướng ngại vật xung quanh Tòa nhà Quốc hội để chặn xe tăng của phe đảo chính.. Phe đảo chính đã cố gắng bắt giữ Yeltsin nhưng thất bại, và chính Yeltsin đã huy động người dân tham gia chống lại cuộc đảo chính. Một đơn vị xe tăng rời bỏ hàng ngũ quân đảo chính đến bảo vệ tòa nhà quốc hội. Truyền thông quốc tế cho biết có hơn 200.000 người dân ở thành phố Leningrad đã tổ chức tuần hành để phản đối cuộc đảo chính

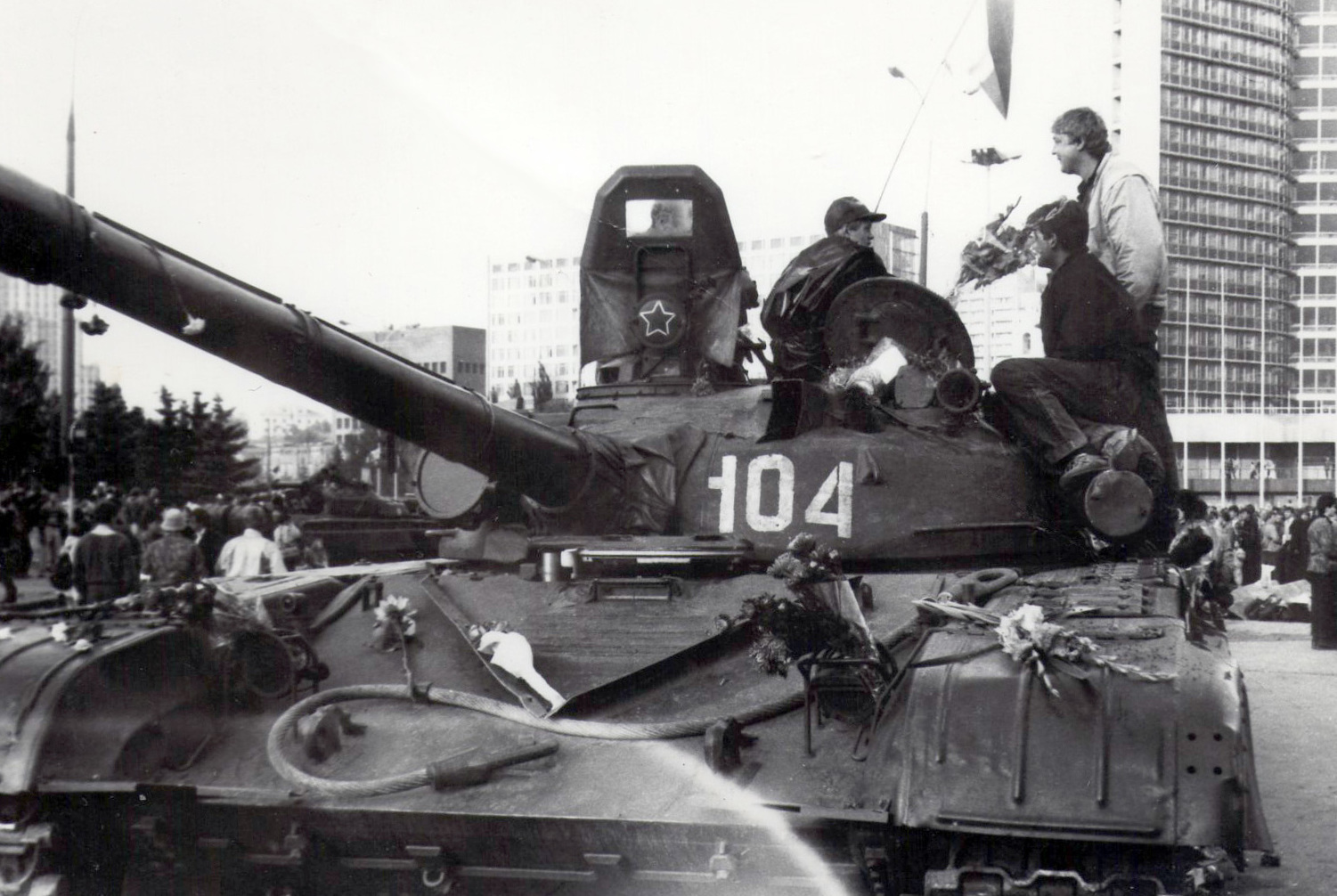
Người dân "đối thoại" với quân đảo chính trên chiếc xe tăng T-72

Nhiều vụ xô xát đã xảy ra tại những con phố gần đó, gồm cả một vụ dẫn tới cái chết của ba người phản kháng do không may bị xe tăng húc phải, nhưng tổng cộng số lượng bạo lực lại ít một cách đáng ngạc nhiên. Ngày 21 tháng 8, đại đa số quân đội được gửi tới Moscow công khai đứng về phía những người phản kháng hay đình hoãn việc phong toả. Vụ đảo chính thất bại, và Gorbachev — người đang bị quản thúc tại gia ở ngôi nhà nông thôn của ông tại Krym — quay trở về Moscow dưới sự bảo vệ của các lực lượng trung thành với Yeltsin.
Ngày 22 tháng 8, khi đã về tới Moscow, Gorbachev hành động như không hề biết tới những thay đổi đã diễn ra trong ba ngày trước đó. Ông hứa hẹn trừng trị những người thuộc phe cứng rắn trong Đảng Cộng sản Liên Xô (CPSU) và từ chức Tổng thư ký CPSU, vốn đã bị đình chỉ hoạt động theo một nghị định của Yeltsin, nhưng vẫn giữ chức Tổng thống Liên bang Xô viết. Sự thất bại của cuộc đảo chính dẫn tới một loạt những sự sụp đổ khác trong toàn bộ các định chế liên bang. Boris Yeltsin nắm quyền kiểm soát cơ quan truyền thông trung ương và các bộ cũng như các cơ quan kinh tế then chốt, và cuối cùng là toàn bộ nước Nga.

## Kết quả
Tới tháng 12 năm 1991, tất cả các nước cộng hòa đã tuyên bố độc lập, và các cuộc thương lượng về một hiệp ước liên bang mới bắt đầu diễn ra. Vào tháng 9, nền độc lập của Estonia, Latvia, và Litva đã được Liên bang Xô viết công nhận, và được Hoa Kỳ và các nước phương Tây khác, vốn trong suốt thời kỳ Chiến tranh lạnh coi việc sáp nhập ba nước vùng Baltic này năm 1940 của Xô viết là bất hợp pháp, "tái công nhận". Trong nhiều tháng sau khi quay trở về Moscow, Gorbachev và những cộng sự của mình đã đưa ra nhiều cố gắng vô vọng nhằm tái lập sự ổn định và tính hợp hiến của các định chế trung ương. Tháng 11, bảy nước cộng hòa đồng ý một hiệp ước liên bang mới dẫn tới việc hình thành một liên bang được gọi là Liên bang các Quốc gia có Chủ quyền. Nhưng Ukraina không tham gia nhóm này, và Yeltsin nhanh chóng rút lui để tìm kiếm lợi thế cho nước Nga. Theo quan điểm của Yeltsin, sự tham gia của nước Nga vào một liên minh khác sẽ là vô nghĩa, bởi hành động này đương nhiên dẫn tới việc Nga nắm trách nhiệm đối với những vấn đề kinh tế đang ngày càng tồi tệ tại các nước cộng hoà.
Ngày 1 tháng 12, Ukraina tổ chức một cuộc trưng cầu dân ý, theo đó hơn 90% công dân nước này ủng hộ Luật về Độc lập của Ukraina. Canada, Ba Lan, và Hungary là những nước đầu tiên công nhận nhà nước độc lập này. Ngày 3 tháng 12, Tổng thống Nga Yeltsin ra một bản tuyên bố rằng "ban lãnh đạo nước Nga tuyên bố sự công nhận của mình với nền độc lập của Ukraina theo mong ước dân chủ và nguyện vọng của người dân nước này".
Ngày 8 tháng 12, lãnh đạo các nước Nga, Ukraina, và Belarus (vốn đã lấy danh hiệu này vào tháng 8 năm 1991) Boris Yeltsin, Leonid Kravchuk và Stanislav Shushkevich, cùng như Thủ tướng các nước cộng hòa gặp gỡ tại Minsk, thủ đô Belarus, nơi họ lập ra Cộng đồng các quốc gia độc lập (CIS) và hủy bỏ hiệp ước liên bang năm 1922 tạo lập lên Liên bang Xô viết. Một buổi lễ ký kết khác được tổ chức tại Alma-Ata ngày 21 tháng 12 để mở rộng CIS bao gồm cả năm nước cộng hòa vùng Trung Á, Armenia, và Azerbaijan. Gruzia mãi tới năm 1993 mới gia nhập; ba nước cộng hòa vùng Baltic không bao giờ tham gia. Ngày 25 tháng 12 năm 1991, Gorbachev, khi ấy đã hoàn toàn bất lực, tuyên bố từ chức tổng thống Liên Xô; lá cờ đỏ búa liềm của Liên bang Xô viết bị hạ xuống khỏi điện Kremlin và bị thay thế bởi lá cờ ba màu của nước Nga; Liên bang Xô viết đã chấm dứt tồn tại. Chính xác sáu năm sau khi Gorbachev chỉ định Boris Yeltsin lãnh đạo ủy ban đảng thành phố Moscow, Yeltsin đã trở thành tổng thống nhà nước kế tục lớn nhất của Liên bang Xô viết.

### Đảng Cộng sản Liên Xô bị cấm hoạt động
Gorbachev đã từ bỏ chức vụ tổng bí thư của Đảng Cộng sản Liên Xô (CPSU) vào ngày 24 tháng 8. Vladimir Ivashko lên thay thế tạm thời nhưng rồi lại cũng từ chức vào ngày 29 tháng 8. Cùng lúc đó, Yeltsin đã ra sắc lệnh chuyển tất cả các tài liệu, văn khố của CPSU sang văn khố của nhà cầm quyền Liên bang Nga cũng như quốc hữu hóa tất cả các tài sản của CPSU ở Nga (không chỉ các cơ sở hội họp trung ương, mà tất cả các cơ sở giáo dục, khách sạn. v.v...). Yeltsin cũng ra sắc lệnh cấm tất cả các hoạt động của đảng này ở Nga.

## Tầm quan trọng lịch sử
Sau này, sự sụp đổ của Liên bang Xô viết được Tổng thống của nước Nga Vladimir Putin gọi là "thảm họa địa chính trị lớn nhất thế kỷ" . Tổng thống Ukraina Leonid Kravchuk gọi sự diễn biến của các sự kiện năm 1991 là "đám tang của đế chế".
Theo cách này hay cách khác, Liên bang Xô viết, một siêu cường đã chấm dứt tồn tại, Khối Đông Âu sụp đổ. Cùng lúc đó, Hoa Kỳ và Trung Quốc đã mở rộng đáng kể vị thế của mình. Cuộc Chiến tranh Lạnh chấm dứt cùng với sự sụp đổ của Liên bang Xô viết.
Trong Chính biến tháng 8 năm 1991, Nguyên soái Dmitry Yazov là thành viên của Ủy ban Nhà nước về Tình trạng Khẩn cấp nhằm cứu vãn Liên Xô nhưng thất bại. Sau này, ông kể lại rằng thực ra "Ủy ban Nhà nước về Tình trạng Khẩn cấp" không hề có ý định đảo chính, mà mục tiêu của họ là ngăn chặn sự phá hoại Nhà nước Liên Xô của Gorbachev và Yeltsin:
Điều khiến tôi tham gia vào Ủy ban Nhà nước về Tình trạng khẩn cấp là do mối đe dọa về sự sụp đổ của đất nước mà tôi đã từng chiến đấu ở mặt trận để bảo vệ nó... Không có âm mưu gì ở đây cả. Cũng không có những "người đảo chính" nào cả. Đấy chẳng qua chỉ là cái hình nộm do người của Yeltsin (Tổng thống của Cộng hòa Xô viết Nga, sau khi Liên Xô tan rã thì trở thành Tổng thống Nga) nghĩ ra để đe dọa người dân và để họ lên nắm quyền mà thôi.
Vì mục đích gì ư? Để kiềm chế Yeltsin. Đó là nhiệm vụ chính. Kiềm chế Yeltsin ở những điểm gì? Để ông ta không phát ngôn rằng luật pháp của Liên bang Nga đứng cao hơn luật pháp của Liên bang Xô Viết
Gorbachev không phải là người đủ chín chắn để lãnh đạo một quốc gia như vậy. Đất nước của chúng ta rất phức tạp, có rất nhiều dân tộc, từng có một đội quân lớn mạnh như vậy, một lãnh thổ rộng lớn như vậy. Lẽ ra, không nên trao cho người này quyền lãnh đạo một nhà nước như vậy. Thật là tồi tệ khi người ta đã phá bỏ đất nước này. Nhưng không phải chỉ một mình ông ta làm việc này. Còn có những người thân cận đã tiếp tay cho ông ta.
Tôi coi Yeltsin là một kẻ hám danh, khéo lợi dụng cảm xúc của mọi người... Giá như ông ta nghĩ đến việc gìn giữ Liên bang Xô Viết, thì ông ta đã cư xử khác đi. Nhưng ông ta chỉ nghĩ đến bản thân. Và chọn cho mình một ê kíp phù hợp. Ê kíp đó đã xẻ nát một đất nước vĩ đại ra thành những miếng mồi béo bở.